# 產品組合決策
產品組合管理，(Product Portfolio Management)，簡稱 PPM，是產品管理的課題。 產品組合有分為產品深度和產品廣度。 

## 例子
例如維他奶公司的產品，

產品廣度即是產品線，(Number of Product lines)，有:
- 維他奶豆奶
- 鈣思寶大豆飲品
- 山水鮮豆漿
- 特級有機豆奶
- 田園樂
- 純豆漿
- 茶類飲品
- 維他鮮牛奶
- 其他產品

產品深度即是一條產品線內有多樣變化，例如豆奶分為有糖和無糖，合兒童、女性、長者各有所需。
產品管理就是恰當地組合眾多出品，達至最高市場滲透率、市場佔有率、低成本、高利潤，最終目的利潤最大化。

## 外部参考
- 產品組合決策